# Amir Bhatia, Baron Bhatia

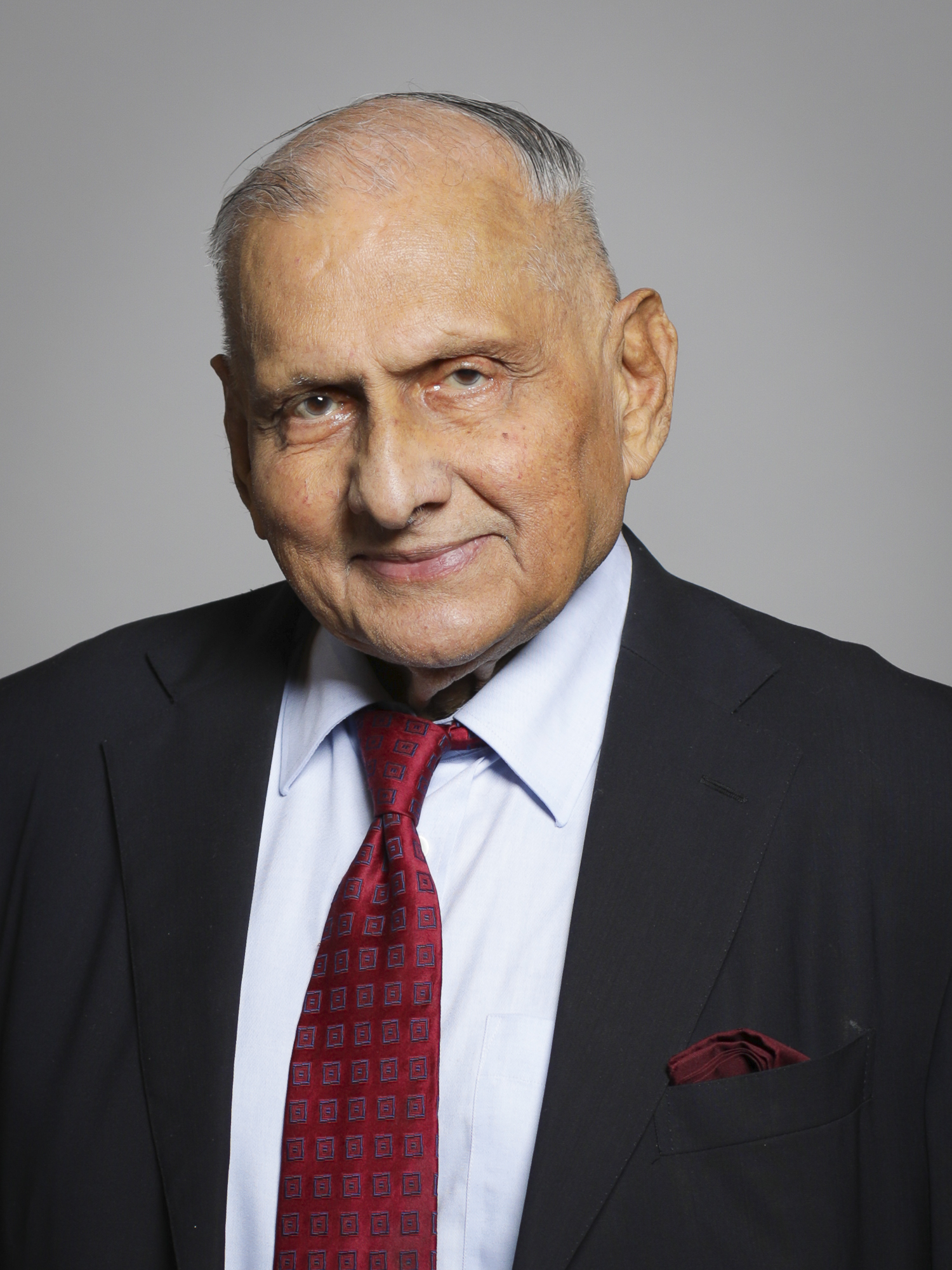
Amir Bhatia, Baron Bhatia

Amirali Alibhai „Amir“ Bhatia, Baron Bhatia, OBE (* 18. März 1932; † 12. Januar 2024) war ein britischer Geschäftsmann, Politiker und Life Peer.

## Leben und Karriere
Bhatia wurde am 18. März 1932 in Ostafrika als ismailitischer Muslim, als Sohn von  Alibhai Bhatia und dessen Frau Fatima geboren. Er hatte einen Bruder. Bhatia besuchte Schulen in Tansania und Indien. Er besuchte die The Scindia School in Gwalior von 1944 bis 1948, wo er zuletzt die Funktion des School Prefect innehatte.
Bhatia trat in das Familienunternehmen in Tansania ein und gründete die erste Produktionsstätte von Rasierklingen in Ostafrika, in Zusammenarbeit mit der Commonwealth Development Corporation und der tansanischen Regierung zwischen 1960 und 1970. 1971 verlegte er seinen Wohnsitz nach Großbritannien.
Er kaufte den britischen Teil der Forbes Campbell Group, einer Handelsbank, welche hauptsächlich auf den Gebieten Export und Kapitalbeschaffung tätig war, und erweiterte das Unternehmen mit der Gründung von Büros in New York City, Toronto, Singapur und Bahrain.
Später wandte er sich mehr dem Bildungswesen zu und war in der Verwaltung von 55 Schulen in Tansania tätig. Er betrieb ein umfangreiches Stipendienprogramm.
Er war von 1980 bis 2001 Vorsitzender (Chairman) und Managing Director von Forbes Campbell International Ltd. Von 1985 bis 2001 war er Vorsitzender und Managing Director der Casey Finance Ltd. 1998 wurde er Vorsitzender (Chairman) von SITPRO Ltd, der britischen Agentur zur Erleichterung des Handelsverkehrs.
Er war Vorsitzender (Chair) und Mitbegründer der Ethnic Minority Foundation und dem Verwaltungsrat (Council) der Ethnic Minority Voluntary Sector Organisations (CEMVO), sowie früheres Mitglied des Treuhandrates (Trustee) verschiedener Wohltätigkeitsorganisationen, zu denen das Charities Board der National Lottery und Oxfam gehörten, wo er Vorsitzender (Chairman) von Oxfam Trading war. Er war über 12 Jahre lang Mitglied des Treuhandrates von Oxfam UK und war Mitglied des Aufsichtsrates (Board) von Oxfam India.
2006 wurde er Vorsitzender (Chair) der British Edutrust Foundation; die Organisation plante die Rhodesway School zu sponsern. Von diesem Amt trat er im März 2009 zurück.
Er führte den Vorsitz bei verschiedenen Wohltätigkeitsorganisationen; er war insbesondere verantwortlich für Zuschüsse an freiwillige und gemeinnützige Einrichtungen, welche ethnischen Gruppen bei ihrer Arbeit helfen, insbesondere bei der Beschaffung von Häusern und Inneneinrichtungen.
Bhatia war Mitglied des Rates des Queens Awards for Enterprise Advisory Committee, dem Diana Princess of Wales Memorial Fund, St. Christopher Hospice, Project Fullemploy, Overseas Students Hostels, Water Aid Project und weiteren Projekten.
Bhatia war Direktor und Vorsitzender (Chairman) der Prime Associates Services Ltd und Direktor von Solraye Ltd. Er ist auch Vorsitzender (Chairman) der Ethnic Minority Enterprise Ltd und der Equinox Travel Ltd. Bhatia ist stellvertretender Vorsitzender (Vice-Chairman) der India 800 Foundation. Er ist auch Vorsitzender (Chairman) von PRISM, des Forbes Trust, des British Muslim Research Centre und von Diversity East London, sowie Mitglied des Treuhandrates (Trustee) der Society for Voluntary action Revitalization and Justice (SVARAJ) und des Local Investment Fund, sowie von International Alert. Er war Mitglied des Aufsichtsrates (Board) des Tower Hamlets College und von London East TEC.
Auch unterstützte er die Labour Party finanziell.

## Mitgliedschaft im House of Lords
Auf Vorschlag von Tony Blair wurde er am 5. Juni 2001 als Baron Bhatia, of Hampton in the London Borough of Richmond upon Thames, zum Life Peer erhoben. Seine offizielle Einführung erfolgte am 9. Juli 2001. Er war einer der ersten People’s Peers. Im House of Lords schloss er sich der Fraktion der Crossbencher an. Seine Antrittsrede hielt er am 23. Juli 2001.
Als Staaten von besonderem Interesse nannte er die Staaten Afrikas, Bangladesch, Indien, den Mittleren Osten, Pakistan und Sri Lanka. Von 2002 bis 2003 war er Mitglied des Ausschusses Religious Offences.
Trotz hoher Anwesenheitsquote nahm er nur an circa 15 % der Abstimmungen teil. Bhatia schrieb sich zwar regelmäßig auf der Anwesenheitsliste ein, ohne jedoch tatsächlich nennenswerte Parlamentsarbeit zu verrichten. Nach Angaben der Sunday Times vom Juli 2009 hatte er sich zu diesem Zeitpunkt seit über vier Jahren im House of Lords nicht mehr zu Wort gemeldet.
Im Oktober 2010 wurde Bhatia für acht Monate vom House of Lords im Zusammenhang mit dem Spesenskandal des britischen Parlaments suspendiert. Bhatia hatte eine Wohnung in Reigate, Surrey, die er ursprünglich für seinen Bruder gekauft hatte, als Hauptwohnsitz angegeben, mit der Begründung, er und seine Frau wollten in eine kleinere Wohnung umziehen. Diese Wohnung war lediglich 15 Meilen von seinem eigentlichen Wohnsitz in Hampton im Westen Londons entfernt, lag jedoch damit über der Grenze, für die Übernachtungskostenpauschalen geltend gemacht werden konnten. Die Untersuchungskommission des House of Lords stellte in ihrem Bericht fest, dass Bhatia seinen Londoner Hauptwohnsitz jedoch niemals zum Verkauf angeboten habe. Bhatia erstattete 27.000 Pfund an Spesen zurück. Er wurde gleichzeitig mit Pola Uddin, Baroness Uddin und Swraj Paul, Baron Paul suspendiert. Mit seiner Suspendierung trat 2010 er aus der Fraktion der Crossbencher aus und war fortan fraktionslos (non-affiliated).
Am 21. April 2016 wurde Bhatia vom House of Lords erneut für 8 Monate suspendiert. Diesmal, weil er sich Reisekosten von 756 Pfund doppelt hatte erstatten lassen.

## Auszeichnungen
1997 wurde Bhatia als Officer des Order of the British Empire ausgezeichnet.
2001 wurde er mit dem UK Charity Award als Persönlichkeit des Jahres geehrt. Er wurde 2002 mit dem Madhav Award der The Scindia School geehrt. 2003 erhielt Bhatia den prestigeträchtigen Beacon Fellowship Prize für seine Führungsrolle im Kampf gegen soziale Benachteiligung und Ausgrenzung im und außerhalb des Vereinigten Königreichs. Von den anderen Preisträgern wurde er zum Vorsitzenden (Chair of the Fellowship) gewählt.
Er war Fellow der Royal Society of Arts.

## Familie
Er war ab 1954 mit Nurbanu Amersi Kanji verheiratet. Aus der Ehe gingen drei Töchter hervor.